# 福島県原子力損害対策協議会
福島県原子力損害対策協議会（ふくしまけんげんしりょくそんがいたいさくきょうぎかい）とは福島第一原子力発電所事故により被曝した人々への賠償を各方面に求めるといった活動をする団体。福島県の全ての自治体や農業、商工業などの業界団体の協力によって作られており、会長は福島県知事でもある佐藤雄平。平成23年9月2日には文部科学省と東京電力本社を訪れ、事故で生じた全損害を速やかな賠償を要望した。